# Millette Alexander
Millette Alexander (New York, ...) è un'attrice e pianista statunitense.

## Biografia
La carriera da attrice della Alexander si sviluppò soprattutto nel campo delle soap opera: cominciò a recitare in piccoli ruoli negli anni cinquanta, per poi ottenere la parte di Gail Armstrong nella soap Ai confini della notte.
Qualche tempo dopo lavorò anche nella soap opera From These Roots; nello stesso periodo ottenne il ruolo dell'infermiera Sylvia Hill in Così gira il mondo. Nel 1966 tornò a recitare in Ai confini della notte, stavolta nella parte di Laura Hillyer; dall'anno dopo ricoprì il ruolo della cugina di Laura, Julie Jamison.
Dopo aver recitato per anni in ruoli secondari o marginali, quasi da caratterista, la Alexander raggiunse finalmente una grande popolarità nel 1969, quando grazie ad un recasting le venne affidata la parte della dottoressa Sara McIntyre in Sentieri. La Alexander interpretò il ruolo della dottoressa McIntyre per ben quattordici anni, finché nel 1983 il personaggio fu eliminato per decisione della produttrice esecutiva Gail Kobe.
La Alexander, nel ruolo di Sara, fu una delle protagoniste di Sentieri in quegli anni. Tra l'altro il personaggio adottò un orfano, Tim, interpretato da un giovanissimo e sconosciuto Kevin Bacon, per il quale quest'interpretazione servì da trampolino di lancio.
Dopo l'uscita di scena dalla soap, Millette Alexander decise di dedicarsi a tempo pieno alla sua passione per il pianoforte. Dopo aver fondato un duo con il musicista Frank Daykin, la Alexander si esibì in vari teatri mondiali, fra cui la Carnegie Hall e alla fine degli anni novanta pubblicò due CD con l'etichetta discografica Connoisseur Society.
La Alexander ebbe un figlio, Adam, dal primo matrimonio e due, William e Jennifer, dal secondo marito James, figlio del celebre drammaturgo Oscar Hammerstein II.

## Filmografia parziale
- Ai confini della notte (The Edge of Night) – serial TV (1958-1959, 1966-1968)
- From These Roots – serie TV (1961)
- The Doctors – serie TV (1964)
- Così gira il mondo (As the World Turns) – serial TV, 1 puntata (1964-1966)
- Our Private World – serie TV, episodio 1x22 (1965)
- Sentieri (The Guiding Light) – serial TV, 3 puntate (1969-1983)